# Жёлчь медицинская консервированная
Жёлчь медици́нская консерви́рованная (Chole coservata medicata) — препарат, содержащий натуральную жёлчь крупного рогатого скота или свиней.
Применяют наружно при острых и хронических артрозах, артритах, бурситах, тендовагинитах, спондилоартрозе, вторичных радикулитах и других заболеваниях как обезболивающее, местное противовоспалительное и рассасывающее средство.
Назначают в виде компрессов: 4—6 слоёв марли пропитывают препаратом и накладывают на кожу в области поражения, покрывают вощёной бумагой с тонким слоем ваты и фиксируют лёгкой повязкой. При высыхании увлажняют марлевую салфетку водой комнатной температуры и вновь фиксируют повязкой. Компрессы меняют ежедневно. Курс лечения 6—30 дней. При необходимости проводят повторный курс после перерыва 1—2 мес.

## Противопоказания
Побочных явлений обычно не бывает, в отдельных случаях возникает раздражение кожи, которое проходит при отмене препарата. Противопоказана при нарушении целостности кожи, воспалительных процессах, гнойничковых заболеваниях кожи, лимфангитаха, лимфаденитах.

## Физические свойства
Жидкость от желтовато-коричневого до темно-зелёного цвета со специфическим запахом без осадка (или с хлопьевидным либо мелкозернистым осадком). Содержит стабилизаторы и антисептики (этиловый спирт, формалин, фурацилин).

## Форма выпуска и хранение
Форма выпуска: во флаконах по 50; 100 и 250 мл.
Хранится в защищённом от света месте. Перед употреблением взбалтывается.